# Bittacus hainanicus
Bittacus hainanicus är en näbbsländeart som beskrevs av Tan och Hua 2009. Bittacus hainanicus ingår i släktet Bittacus och familjen styltsländor. Inga underarter finns listade i Catalogue of Life.